# Holbrookia maculata
Espèce
Synonymes
- Holbrookia pulchra Schmidt, 1921
- Holbrookia dickersonae Schmidt, 1921
- Holbrookia bunkeri Smith, 1935

Statut de conservation UICN

 LC  : Préoccupation mineure
Holbrookia maculata est une espèce de sauriens de la famille des Phrynosomatidae.

## Répartition
Cette espèce se rencontre :
- aux États-Unis dans l'Arizona, dans le Texas, dans l'Oklahoma, dans le Nouveau-Mexique, dans l'Utah, dans le Colorado, dans le Kansas, dans le Nebraska, dans le Dakota du Sud et dans le Wyoming ;
- au Mexique dans le Sonora, dans le Chihuahua, dans le Durango, dans le Coahuila, dans le Nuevo León, dans le Zacatecas, dans le San Luis Potosí, dans le Sinaloa et dans l'Aguascalientes.

## Liste des sous-espèces
Selon The Reptile Database (11 septembre 2014) :
- Holbrookia maculata bunkeri Smith, 1935
- Holbrookia maculata campi Schmidt, 1921
- Holbrookia maculata dickersonae Schmidt, 1921
- Holbrookia maculata flavilenta Cope, 1883
- Holbrookia maculata maculata Girard, 1851
- Holbrookia maculata perspicua Axtell, 1956
- Holbrookia maculata pulchra Schmidt, 1921
- Holbrookia maculata ruthveni Smith, 1943

## Taxinomie
La sous-espèce Holbrookia maculata approximans a été élevée au rang d'espèce.

## Étymologie
Le nom spécifique maculata vient du latin maculatus, maculé, en référence référence aux motifs de points que présente ce saurien.

## Publications originales
- Axtell, 1956 : A solution to the long neglected Holbrookia lacerata problem, and the description of two new subspecies of Holbrookia. Bulletin of the Chicago Academy of Sciences, vol. 10, no 11, p. 163-179.
- Cope, 1883 : Notes on the geographical distribution of Batrachia and Reptilia in western North America. Proceedings of the Academy of Natural Sciences of Philadelphia, vol. 35, p. 10-35 (texte intégral).
- Girard, 1851 : On a new American saurian reptile. Proceedings of the American Association for the Advancement of Science, vol. 4, p. 200-202.
- Schmidt, 1921 : New species of North American lizards of the genera Holbrookia and Uta. American Museum Novitates, no 22, (texte intégral).
- Smith, 1935 : Notes on Some Mexican Lizards of the Genus Holbrookia, with the Description of a New Species. University of Kansas science bulletin, vol. 22, no 8, p. 185-201 (texte intégral).
- Smith, 1943 : The White Sands earless lizard. Field Museum of Natural History, Zoological series, vol. 24, no 30, p. 339-344 (texte intégral).